# Chloorsulfuron
Chloorsulfuron (ISO-naam) is een herbicide. Het behoort tot de groep van sulfonyl-ureumverbindingen. Het werd rond 1979 geïntroduceerd door DuPont (merknamen: Telar en Glean Weed Killer). Het was het eerste sulfonylureum-herbicide dat op de markt kwam. Het octrooi erop is inmiddels verlopen en er zijn ook generische producten met chloorsulfuron beschikbaar.
Chloorsulfuron is een selectief, systemisch werkend herbicide. Het wordt ingezet tegen tweezaadlobbigen en sommige grassen bij de teelt van graangewassen. De planten nemen het op langs de wortels of de bladeren. De stof remt de celdeling in de planten.

## Regelgeving
De Europese Commissie heeft chloorsulfuron opgenomen in de lijst van gewasbeschermingsmiddelen die de lidstaten van de Europese Unie mogen erkennen volgens de Richtlijn 91/414/EEG.

## Eigenschappen
Chloorsulfuron is weinig acuut toxisch. Bij langdurige proeven op ratten is er wel een carcinogeen potentieel vastgesteld en op basis daarvan stelt het wetenschappelijk panel van de Europese Autoriteit voor voedselveiligheid voor, om de stof in te delen als carcinogeen categorie 3.
Chloorsulfuron is een stof die gemakkelijk naar het grondwater uitzakt en slechts langzaam afbreekt; metabolieten die daarbij ontstaan, waaronder 2-chloorbenzeensulfonamide, zijn zelf ook persistent in het milieu. Chloorsulfuron is toxisch voor waterplanten.